# Campeonato de Primera D 1988-89
El Campeonato de Primera D 1988-89 fue la trigésima novena edición del torneo, que se constituyó en el tercer certamen de la división como quinta categoría del fútbol argentino. Se disputó desde el 7 de mayo de 1988 hasta el 15 de abril de 1989.
Los nuevos participantes fueron: Sportivo Barracas y Ferrocarril Urquiza, que volvieron de la desafiliación y los descendidos de la Primera C, Liniers y Argentino de Merlo. El torneo estuvo conformado por 20 equipos, que jugaron un torneo largo de 38 fechas.
El campeón fue Midland, que terminó en primer lugar con 66 puntos. De esta manera, se consagró campeón y obtuvo el ascenso a la Primera C. Asimismo, el ganador del Torneo reducido fue Barracas Central, que de esta manera obtuvo el segundo ascenso.
Por último, el torneo determinó la desafiliación por una temporada de Centro Español y Sportivo Barracas, últimos en la tabla de promedios.

## Ascensos y descensos
| Promedio | Desafiliados de la Primera D 1987-88 |
| -------- | ------------------------------------ |
| 19.º     | Central Ballester                    |
| 20.º     | Victoriano Arenas                    |

| Reafiliados         |
| ------------------- |
| Sportivo Barracas   |
| Ferrocarril Urquiza |

| Posición  | Ascendidos a la Primera C 1988-89 |
| --------- | --------------------------------- |
| Campeón   | Lugano                            |
| Gan. Red. | Justo José de Urquiza             |

| Promedio | Descendidos de la Primera C 1987-88 |
| -------- | ----------------------------------- |
| 19.º     | Liniers                             |
| 20.º     | Argentino de Merlo                  |

## Equipos
| Equipo              | Ciudad            | Estadio                          | Capacidad |
| ------------------- | ----------------- | -------------------------------- | --------- |
| Acassuso            | Boulogne          | La Quema                         | 800       |
| Argentino de Merlo  | Merlo             | Argentino de Merlo               | 11.000    |
| Atlas               | General Rodríguez | Ricardo Puga                     | 2500      |
| Barracas Central    | Buenos Aires      | Barracas Central                 | 4400      |
| Cañuelas            | Cañuelas          | Jorge Alfredo Arín               | 1500      |
| Centro Español      | Haedo             | Monumental de Villa Lynch        | 1000      |
| Deportivo Paraguayo | Buenos Aires      | José María Moraños               | 1500      |
| Deportivo Riestra   | Buenos Aires      | Barracas Central                 | 4400      |
| Fénix               | Buenos Aires      | La Quema                         | 800       |
| Ferrocarril Urquiza | Villa Lynch       | Monumental de Villa Lynch        | 1000      |
| General Lamadrid    | Buenos Aires      | Enrique Sexto                    | 3500      |
| Juventud Unida      | San Miguel        | Franco Muggeri                   | 3200      |
| Liniers             | San Justo         | Juan Antonio Arias               | 3000      |
| Midland             | Libertad          | Ciudad de Libertad               | 4000      |
| Puerto Italiano     | Campana           | Municipal de Campana             | 500       |
| Sacachispas         | Buenos Aires      | Roberto Larrosa                  | 4000      |
| San Martín          | Burzaco           | Francisco Boga                   | 5000      |
| Sportivo Barracas   | Buenos Aires      | Enrique Sexto Ciudad de Libertad | 3500 4000 |
| Villa San Carlos    | Berisso           | Genacio Sálice                   | 4000      |
| Yupanqui            | Buenos Aires      | Roberto Larrosa                  | 4000      |

| 1. 2. 3. 4. 5. 6. 7. |

### Distribución geográfica de los equipos
| Región                                   | Cant. | Equipos |
| ---------------------------------------- | ----- | --- |
| Ciudad de Buenos Aires                   | 8     | Barracas Central, Deportivo Paraguayo, Deportivo Riestra, Fénix, General Lamadrid, Sacachispas, Sportivo Barracas y Yupanqui |
| Conurbano bonaerense                     | 8     | Acassuso, Argentino de Merlo, Centro Español, Ferrocarril Urquiza, Juventud Unida, Liniers, Midland y San Martín (B)         |
| Interior de la provincia de Buenos Aires | 3     | Atlas, Cañuelas y Puerto Italiano                                                                                            |
| Gran La Plata                            | 1     | Villa San Carlos |

## Formato

### Competición
El torneo disputó por el sistema de todos contra todos, a dos ruedas.

### Ascensos
El campeón ascendió directamente a la Primera C. Los equipos ubicados del segundo al noveno puesto participaron del Torneo reducido, cuyo ganador obtuvo el segundo ascenso.

### Descensos
Al final de la temporada, los dos equipos con peor promedio fueron suspendidos en su afiliación por un año.

## Tabla de posiciones final
| Pos. | Equipo              | Pts. | PJ | PG | PE | PP | GF | GC  | Dif. |
| ---- | ------------------- | ---- | -- | -- | -- | -- | -- | --- | ---- |
| 01.º | Midland             | 66   | 38 | 28 | 10 | 0  | 73 | 15  | 58   |
| 02.º | Liniers             | 60   | 38 | 24 | 12 | 2  | 70 | 23  | 47   |
| 03.º | Deportivo Paraguayo | 51   | 38 | 22 | 7  | 9  | 81 | 35  | 46   |
| 04.º | Barracas Central    | 51   | 38 | 20 | 11 | 7  | 61 | 35  | 26   |
| 05.º | Sacachispas         | 49   | 38 | 20 | 9  | 9  | 78 | 46  | 32   |
| 06.º | General Lamadrid    | 45   | 38 | 17 | 11 | 10 | 57 | 38  | 19   |
| 07.º | Fénix               | 44   | 38 | 18 | 8  | 12 | 58 | 48  | 10   |
| 08.º | Villa San Carlos    | 43   | 38 | 17 | 9  | 12 | 71 | 51  | 20   |
| 09.º | Centro Español      | 38   | 38 | 13 | 12 | 13 | 69 | 58  | 11   |
| 10.º | Acassuso            | 37   | 38 | 16 | 5  | 17 | 60 | 59  | 1    |
| 11.º | Deportivo Riestra   | 36   | 38 | 12 | 12 | 14 | 48 | 58  | −10  |
| 12.º | Juventud Unida      | 36   | 38 | 11 | 14 | 13 | 51 | 63  | −12  |
| 13.º | Yupanqui            | 33   | 38 | 15 | 3  | 20 | 52 | 66  | −14  |
| 14.º | Cañuelas            | 31   | 38 | 11 | 9  | 18 | 39 | 48  | −9   |
| 15.º | Ferrocarril Urquiza | 31   | 38 | 9  | 13 | 16 | 39 | 54  | −15  |
| 16.º | Argentino de Merlo  | 31   | 38 | 8  | 15 | 15 | 32 | 49  | −17  |
| 17.º | Atlas               | 30   | 38 | 10 | 10 | 18 | 38 | 56  | −18  |
| 18.º | Puerto Italiano     | 20   | 38 | 7  | 6  | 25 | 48 | 101 | −53  |
| 19.º | San Martín (B)      | 15   | 38 | 6  | 7  | 25 | 31 | 69  | −38  |
| 20.º | Sportivo Barracas   | 9    | 38 | 2  | 5  | 31 | 23 | 107 | −84  |

|  | Campeón.                                                |
|  | Clasificados al Torneo reducido por el segundo ascenso. |

| 1. 2. |

## Torneo reducido

### Cuadro de desarrollo
|  | Cuartos de final     | Cuartos de final | Cuartos de final | Cuartos de final |   |                  | Semifinales              | Semifinales              | Semifinales              | Semifinales              |  |             | Final           | Final           | Final           | Final           |  |
|  | 11 y 18 de marzo     | 11 y 18 de marzo | 11 y 18 de marzo | 11 y 18 de marzo |   |                  | 25 de marzo y 1 de abril | 25 de marzo y 1 de abril | 25 de marzo y 1 de abril | 25 de marzo y 1 de abril |  |             | 8 y 15 de abril | 8 y 15 de abril | 8 y 15 de abril | 8 y 15 de abril |  |
|  |                      |                  |                  |                  |   |                  |                          |                          |                          |                          |  |             |                 |                 |                 |                 |  |
|  |                      |                  |                  |                  |   |                  |                          |                          |                          |                          |  |             |                 |                 |                 |                 |  |
|  | Liniers (t.s.)       | 2                | 2                | 4                |   |                  |                          |                          |                          |                          |  |             |                 |                 |                 |                 |  |
|  | Liniers (t.s.)       | 2                | 2                | 4                |   |                  |                          |                          |                          |                          |  |             |                 |                 |                 |                 |  |
|  | Acassuso             | 1                | 1                | 2                |   |                  |                          |                          |                          |                          |  |             |                 |                 |                 |                 |  |
|  | Acassuso             | 1                | 1                | 2                |   | Liniers          | 1                        | 0                        | 1 (2)                    |                          |  |             |                 |                 |                 |                 |  |
|  |                      |                  |                  |                  |   | Liniers          | 1                        | 0                        | 1 (2)                    |                          |  |             |                 |                 |                 |                 |  |
|  |                      |                  | Sacachispas (p)  | 1                | 0 | 1 (3)            |                          |                          |                          |                          |  |             |                 |                 |                 |                 |  |
|  | General Lamadrid     | 0                | Sacachispas (p)  | 1                | 0 | 1 (3)            | 1                        | 1                        |                          |                          |  |             |                 |                 |                 |                 |  |
|  | General Lamadrid     | 0                |                  |                  |   |                  |                          |                          |                          |                          |  |             |                 |                 |                 |                 |  |
|  | Sacachispas          | 1                | 1                | 2                |   |                  |                          |                          |                          |                          |  |             |                 |                 |                 |                 |  |
|  | Sacachispas          | 1                | 1                | 2                |   |                  |                          |                          |                          |                          |  | Sacachispas | 0               | 0               | 0               |                 |  |
|  |                      |                  |                  |                  |   |                  |                          |                          |                          |                          |  | Sacachispas | 0               | 0               | 0               |                 |  |
|  |                      |                  | Barracas Central | 1                | 1 | 2                |                          |                          |                          |                          |  |             |                 |                 |                 |                 |  |
|  | Deportivo Paraguayo  | 0                | Barracas Central | 1                | 1 | 2                | 2                        | 2 (3)                    |                          |                          |  |             |                 |                 |                 |                 |  |
|  | Deportivo Paraguayo  | 0                |                  |                  |   |                  |                          |                          |                          |                          |  |             |                 |                 |                 |                 |  |
|  | Villa San Carlos (p) | 0                | 2                | 2 (4)            |   |                  |                          |                          |                          |                          |  |             |                 |                 |                 |                 |  |
|  | Villa San Carlos (p) | 0                | 2                | 2 (4)            |   | Villa San Carlos | 1                        | 1                        | 2                        |                          |  |             |                 |                 |                 |                 |  |
|  |                      |                  |                  |                  |   | Villa San Carlos | 1                        | 1                        | 2                        |                          |  |             |                 |                 |                 |                 |  |
|  |                      |                  | Barracas Central | 3                | 1 | 4                |                          |                          |                          |                          |  |             |                 |                 |                 |                 |  |
|  | Fénix                | 1                | Barracas Central | 3                | 1 | 4                | 0                        | 1                        |                          |                          |  |             |                 |                 |                 |                 |  |
|  | Fénix                | 1                |                  |                  |   |                  |                          |                          |                          |                          |  |             |                 |                 |                 |                 |  |
|  | Barracas Central     | 2                | 0                | 2                |   |                  |                          |                          |                          |                          |  |             |                 |                 |                 |                 |  |
|  | Barracas Central     | 2                | 0                | 2                |   |                  |                          |                          |                          |                          |  |             |                 |                 |                 |                 |  |
|  |                      |                  |                  |                  |   |                  |                          |                          |                          |                          |  |             |                 |                 |                 |                 |  |

- Nota: En cada llave, el equipo que ocupa la primera línea es el que definió la serie como local.

## Tabla de descenso
| Pos  | Equipo              | 1986-87 | 1987-88 | 1988-89 | Total | PJ | Promedio |
| ---- | ------------------- | ------- | ------- | ------- | ----- | -- | -------- |
| 1.°  | Liniers             | -       | -       | 60      | 60    | 38 | 1,579    |
| 2.°  | Midland             | 28      | 38      | 66      | 132   | 96 | 1,375    |
| 3.°  | Villa San Carlos    | -       | 50      | 43      | 93    | 76 | 1,224    |
| 4.°  | Deportivo Paraguayo | 17      | 44      | 51      | 112   | 96 | 1,167    |
| 5.°  | Barracas Central    | 11      | 45      | 51      | 107   | 96 | 1,115    |
| 6.°  | Fénix               | 19      | 43      | 44      | 106   | 96 | 1,104    |
| 7.°  | Acassuso            | 32      | 33      | 37      | 102   | 96 | 1,063    |
| 8.°  | Sacachispas         | 21      | 33      | 47      | 101   | 96 | 1,052    |
| 9.°  | Cañuelas            | 23      | 40      | 31      | 94    | 96 | 0,979    |
| 10.° | General Lamadrid    | 22      | 25      | 45      | 92    | 96 | 0,958    |
| 11.° | Puerto Italiano     | 18      | 54      | 20      | 92    | 96 | 0,958    |
| 12.° | San Martín (B)      | 25      | 51      | 15      | 91    | 96 | 0,948    |
| 13.° | Juventud Unida      | 11      | 39      | 36      | 86    | 96 | 0,896    |
| 14.° | Deportivo Riestra   | -       | 31      | 36      | 67    | 76 | 0,882    |
| 15.° | Atlas               | 14      | 37      | 30      | 81    | 96 | 0,844    |
| 16.° | Ferrocarril Urquiza | 17      | -       | 31      | 48    | 58 | 0,828    |
| 17.° | Argentino de Merlo  | -       | -       | 31      | 31    | 38 | 0,816    |
| 18.° | Yupanqui            | 18      | 27      | 33      | 78    | 96 | 0,813    |
| 19.° | Centro Español      | 14      | 25      | 38      | 77    | 96 | 0,802    |
| 20.° | Sportivo Barracas   | -       | -       | 9       | 9     | 38 | 0,237    |

|  | Desafiliado por una temporada. |